# Richtlinie 76/768/EWG über kosmetische Mittel
Zum Abbau von Handelshemmnissen hat der Rat der Europäischen Wirtschaftsgemeinschaft 1976 die Richtlinie 76/768/EWG des Rates vom 27. Juli 1976 zur Angleichung der Rechtsvorschriften der Mitgliedstaaten über kosmetische Mittel erlassen. Sie wird im Allgemeinen kurz Kosmetikrichtlinie genannt und enthält neben der Definition des kosmetischen Mittels eine Liste von Stoffen, deren Einsatz in kosmetischen Mitteln verboten ist (Negativliste) und je eine Liste der zugelassenen Konservierungsmittel, Farbmittel und UV-Filter (Positivlisten).

## Beschreibung
Seit ihrem Inkrafttreten wurde die Richtlinie (Stand August 2008) sieben Mal geändert und mehr als 40 Mal an den technischen Fortschritt angepasst. Als europäische Richtlinie musste sie in jedem Mitgliedstaat der EG ins nationale Recht umgesetzt werden. Mit dem Abkommen über den Europäischen Wirtschaftsraum wurde die Gültigkeit auf den gesamten Europäischen Wirtschaftsraum (EWR) ausgedehnt.
In Deutschland ist die Umsetzung durch die deutsche Kosmetik-Verordnung erfolgt. Die Kosmetik-Verordnung enthielt alle Vorschriften der Kosmetikrichtlinie sowie die national zu regelnden Vorschriften. Sie wurde auf Grund des Lebensmittel- und Futtermittelgesetzbuches (LFGB) erlassen. 
Kosmetische Mittel werden äußerlich am menschlichen Körper sowie in der Mundhöhle (Zähne und den Schleimhäuten der Mundhöhle) angewendet, deswegen ist die Sicherheit dieser Produkte von vorrangigem Interesse. Die Hersteller sind seit der 6. Änderungsrichtlinie zur Kosmetikrichtlinie im Jahr 1993 verpflichtet, durch Experten Sicherheitsbewertungen erstellen zu lassen. Diese betrachten das gesamte kosmetische Mittel und sind mehr als die Summe der Sicherheitsdatenblätter. Da kosmetische Mittel nicht dem Chemikalienrecht unterliegen, ist die Erstellung von Sicherheitsdatenblättern oder die Anbringung von Gefahrensymbolen hingegen nicht verpflichtend.
Tätowiermittel sind keine kosmetischen Mittel und sind rechtlich gesondert geregelt, in Deutschland in der Tätowiermittel-Verordnung, in Österreich in der Verordnung des Bundesministers für Wirtschaft und Arbeit über Ausübungsregeln für das Piercen und Tätowieren durch Kosmetik(Schönheitspflege)-Gewerbetreibende.

## Nachfolge
Am 22. Dezember 2009 hat die EU-Kommission die neue Verordnung (EG) Nr. 1223/2009 über kosmetische Mittel im Amtsblatt der Europäischen Gemeinschaften veröffentlicht. Diese Verordnung trat am 11. Januar 2010 in Kraft und gilt vollständig seit dem 11. Juli 2013. Gleichzeitig trat die Richtlinie 76/768/EWG über kosmetische Mittel außer Kraft. Eine nationale Umsetzung ist nicht erforderlich. Die deutsche Kosmetik-Verordnung wurde folglich ebenfalls geändert und enthält nun nur noch jene Vorschriften, die auf nationaler Ebene zu regeln sind.